# Маніса
Мані́са (тур. Manisa) — місто і район в західній частині Анатолії (стародавня Лідія), центр турецької провінції Маніса. Населення — 278 967 осіб(перепис 2008 року). Від грецьких слів «магнітіс Літос» [μαγνητης λιθος], тобто камінь Магнесії [Μαγνησια] — походять такі слова, як «магнезія», «магніт» і «магнетизм», але було б неправильно пов'язувати ці слова безпосередньо з цим містом, оскільки всі малоазійські Магнесії — а їх було сім — походять з області Магнесії в Фессалії, Центральна Греція (Магнісія). Камінь Магнесії має відношення саме до фессалійської Магнесії.

## Історія
Історичне ім'я міста — Магнесія біля Сіпіла (не плутати з прилеглою Магнесією на Меандрі). Античне місто, що існувало вже в V ст. до н. е., було стерте з лиця землі неодноразовими землетрусами. У стародавній історії воно згадується Лівієм у зв'язку з битвою 190 р. до н. е., у ході якої римляни на чолі з Луцієм Сципіоном завдали страшної поразки сирійській армії Антіоха III.
У 1313 Сару-хан Бей відвоював Манісу у візантійців і зробив її столицею своєї держави Саруханогуллари. У 1390 році Маніса стала частиною Османської держави, проте згодом нащадки Сару-хана виступили проти Османів на стороні Тамерлана, який відновив їх державу. Остаточно Маніса увійшла до складу Османської імперії в 1410 році.

## Відомі уродженці міста
- Тантал — міфічний правитель, син Зевса
- Діамантіс Діамантопулос — грецький художник
- Джанер Еркін — футболіст
- Демет Евгар (* 1980) — турецька акторка